# Sigismond Korybutovic
 (septembre 2015).
Sigismond Korybutovic (lituanien: Žygimantas Kaributaitis, tchèque: Zikmund Korybutovič, ukrainien: Жиґимонт Корибутович, biélorusse: Жыгімонт Карыбутавіч), né probablement à Novhorod-Siverskyï vers 1395 et mort en 1435 près de Pabaiskas (non loin de Ukmergė), était duc de Lituanie. Il est notamment connu par son rôle lors des croisades contre les hussites, pendant lesquelles il assure le commandement de l'armée hussite et devient gouverneur de Bohême.

## Biographie
Il est fils de Dimitri, petit-fils d'Olgierd, et d'Anastasia, fille du Grand-prince de Riazan Oleg II. Il grandit à la cour de son oncle Ladislas II Jagellon à Cracovie dès 1404, et des rumeurs portent à croire qu'il était susceptible d'en être le successeur sur le trône de Pologne. Alors qu'il n'était encore qu'adolescent, il commanda sa propre bannière au sein de l'armée royale lors de la bataille de Grunwald. Au titre de régent de Bohême pour le compte du duc Vytautas le Grand, il lui fut demandé de diriger son armée en Bohême en avril 1422. L'armée de Sigismond Ier du Saint-Empire se retira en Hongrie afin d'éviter la rencontre. Sigismond Korybutovic arriva à Prague le 16 mai 1422, où il devint un commandeur des hussites locaux lors de la guerre civile et le gouverneur de la Bohême. Le pape Martin V insista auprès de Vytautas et Ladislas pour qu'ils rappellent Sigismond de Bohême. Le 24 décembre 1423, à la suite de l'arrangement conclu entre Jogaila et l'empereur Sigismond Ier, Sigismond Korybutovic quitta Prague avec son armée.
Cependant, il ne put décliner l'offre du trône bohémien le 29 juin 1424 et revint à Prague à la tête de ses 1 500 hommes, cette fois-ci contre la volonté de Vytautas et Ladislas. L'objectif principal de ces derniers avait été la mise en application du traité de Melno, si bien qu'ils ne souhaitaient aucunement un conflit avec l'empereur. Ce faisant, Ladislas ordonna que l'on saisisse les biens de Sigismond et le pape l'excommunia. Pendant ce temps-là, en tant que gouverneur de Prague, Sigismond dissolut le conseil communal, en assembla un autre et parvint à mettre fin aux discordes entre Jan Žižka et les utraquistes, rendant possible une campagne militaire hussite en Moravie contre l'empereur. Après la mort de Žižka, il devint le commandant suprême de l'armée et la mena à la victoire lors de la bataille de Ústí nad Labem le 16 juin 1426.

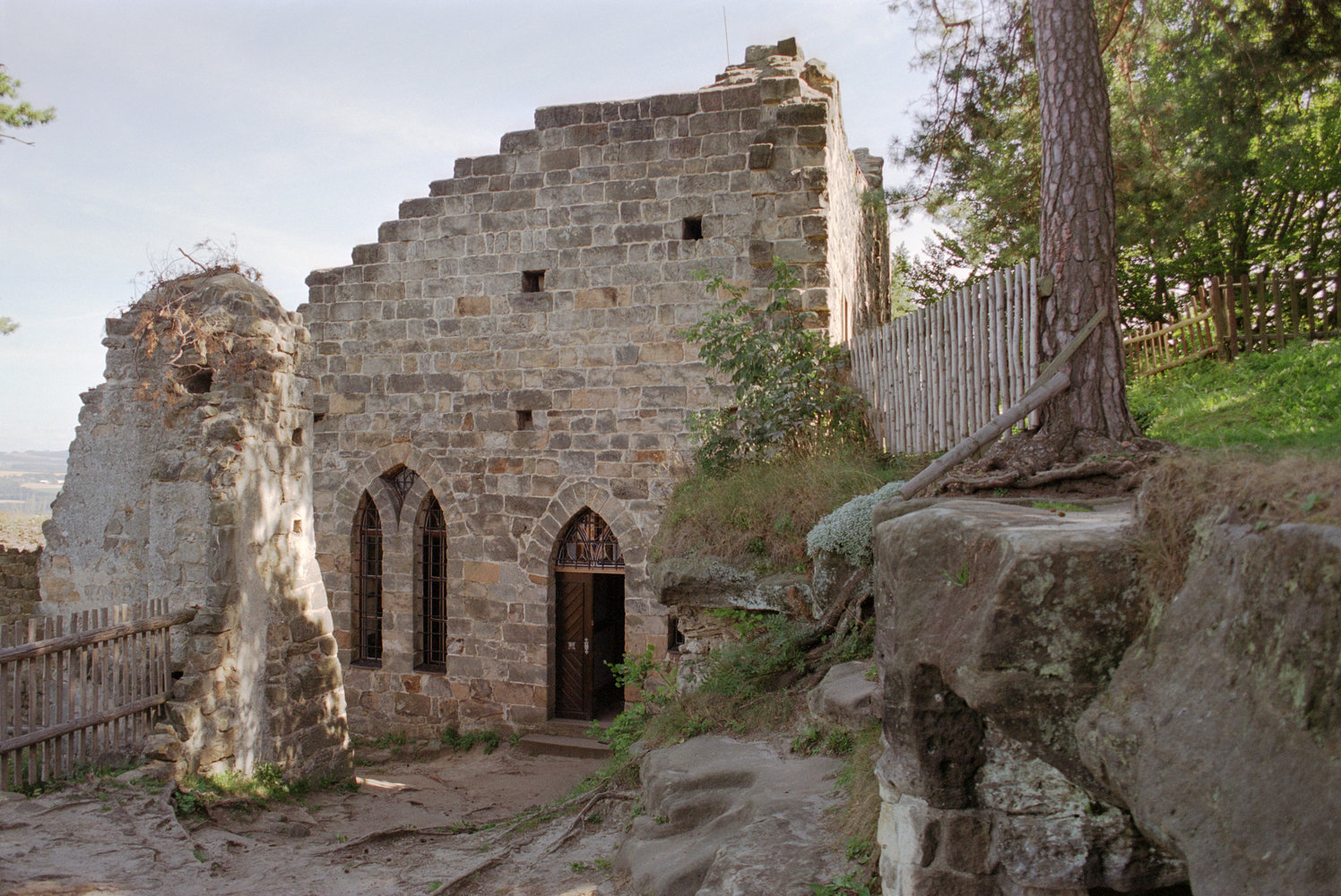
Le château Valdštejn où Sigismond passa plusieurs mois en captivité.

Sigismond Korybutovic commença à négocier avec l'empereur dans le but de réconcilier les catholiques et les hussites. Cependant, sa carrière politique prit fin en 1427 lorsque les taborites de Prague complotèrent afin d'organiser une révolte dans la ville et emprisonnèrent Sigismond dans le château Valdštejn. Après sa libération en 1428, il participa aux batailles contre les taborites en Silésie. La défaite de la bataille de Lipany le força à repartir au grand-duché de Lituanie.
Finalement, il combattit lors de la bataille de Pabaiskas aux côtés de son oncle Švitrigaila le 1er septembre 1435. Son armée subit une défaite majeure contre les forces de Sigismond Ier Kęstutaitis. Korybutovic fut blessé pendant la bataille, ce qui ne l'empêcha pas de combattre jusqu'au bout. Selon l'historien Jan Długosz, la cause de la mort serait l'empoisonnement de ses blessures (extremo mortis horrendae supplicio).

## Littérature
- Chłędowski Kazimierz. Zygmunt Korybut: szkic historyczny (1420-1428). Warszawa, 1864.
- Grygiel Jerzy. Życie i działalność Zygmunta Korybutowicza. Studium z dziejów stosunków polsko-czeskich w pierwszej połowie XV wieku // PAN, oddział w Krakowie. Wydawnictwo Ossolineum. Wrocław, 1988.
- Nikodem Jarosław. Polska i Litwa wobec husyckich Czech w latach 1420-1433. Studium o polityce dynastycznej Władysława Jagiełły i Witolda Kiejstutowicza // Instytut Historii UAM. Poznań, 2004.